# Gu Changwei
Gu Changwei (xinès simplificat: 顾 长 卫) (Xi'an, 1957) és un director de fotografia i director de cinema xinès. És reconegut com un dels directors de fotografia més brillants del cinema xinès contemporani i com a director forma part de la promoció del 1982, la de directors coneguda com la "cinquena generació".

## Biografia
Gu Changwei va néixer el 12 de desembre de 1957 a Xi'an, província de Shaanxi (Xina), en una família de professors. Després de l'institut va treballar en un cinema local. Així va arribar a veure un gran nombre de pel·lícules i va començar a interessar-se pel cinema. Però no va ser fins al final de la Revolució Cultural i la reobertura de l'Acadèmia de Cinema de Pequín l'any 1978 que va poder començar els seus estudis
El 1993 es va casar amb l'actriu i directora Jiang Wenli (蒋雯丽).

### Director de fotografia
Va fer els primers passos com a director de fotografia participant en una de les pel·lícules de graduació de l'Acadèmia de Cinema: “Our Fields”, rodada l'any 1981 amb guió de Pan Yuanliang (潘 源 良): una història terrible que involucra joves enviats a netejar les terres salvatges de l'Extrem Nord. Gu Changwei va formar part del grup que va fer escoltes al nord de Heilongjiang el maig de 1981. El rodatge va durar sis setmanes, sota la supervisió de Xie Fei que volia imposar les seves opinions per estalviar temps, en contra dels criteris estètics de Gu. En deixar l'Acadèmia, va ser assignat als estudis cinematogràfics de Xi'an, Xibu dianying jituan (Xiying Film Group Co. Ltd, ) conegut com Xiying Grpup, continuador del Xi'an film Studio.
A Xi'an va debutar com a director de fotografia de dues pel·lícules de Teng Wenji, "On the Beach" (海滩) i "Big Star" (大 明星). Després, l'any 1986, va signar la fotografía de la pel·lícula de Zhang Zi'en "The Miraculous Pigtail" (神鞭), adaptada del conte homònim de Feng Jicai.
El 1987, va col·laborar amb dos directors importants, de fet, va ser el director de fotografia tant de Chen Kaige per "El rei dels nens" (孩子 王) i de Zhang Yimou (张艺谋) per "Red Sorghum" (红 高粱《红 高粱》) a partir d'un conte de Mo Yan (莫言) que va obtenir l'Os d'or al Festival de Berlín de 1988. És en aquesta pel·lícula, on Gu mostra per primera vegada la forma de com tractar la llum i el color, el verd exuberant es torna al vermell del sorgo oposant-se a la duresa dels ocres del desert de Shaanxi.
El 1990,va tornar a treballar amb Zhang Yimou, per rodar "Ju dou" (菊 豆), en Technicolor. Aleshores, i el 1993 va tenir un gran èxit com a director de fotografia en la pel·lícula de Chen Kaige “Adèu a la meva concubina”, coronada amb la Palma d'Or al 46è Festival Internacional de Cinema de Canes. i nominada a l'Oscar a la millor fotografia dels Premis Oscar de 1993.
El 1993 va col·laborar amb, Zhou Xiaowen en pel·lícula "The Trial" (狭 路英豪), on va conèixer a l'actor Jiang Wen (姜文) que com a director el va contractar com a director de fotografia per les pel·lícules "In the Heat of the Sun" (阳光 灿烂 的 日子) del 1994 i "Devils on the Doorstepr" (鬼子 来 了) del 2000 amb un magnífic treball en blanc i negre.

#### Estada als Estats Units
Durant el període de 1995 a 2000, Gu Changwei es va formar als Estats Units on es va familiaritzar especialment amb els mètodes de producció estatunidencs. Va treballar amb directors com Sherwood Hu, del qual va ser director de fotografia de "Warrior Lanling" (兰陵王), pel·lícula que li va valer el premi a la millor fotografia al 15è festival de Hawaii. el 1995 i amb Robert Altman, per a "The Gingerbread Man" el 1998. També va ser director de fotografia de "Hurlyburly" (1998) del director Anthony Drazan, protagonitzada entre altres per Sean Penn i Kevin Spacy.
El 2000 va col·laborar com a director de fotografia en Tardor a Nova York (títol original: Autumn in New York) una pel·lícula estatunidenca dirigida per Joan Chen,que ha estat doblada al català.

### Director de cinema
La seva primera pel·lícula és "The Peacock" (孔雀), guanyadora de l'Ós de Plata / Gran Premi del Jurat al Festival de Cinema de Berlín el febrer de 2005. És una de les pel·lícules amb més èxit sobre el tema de les dificultats a les quals s'enfronta la gent modesta a la Xina, que volen iniciar les seves millores econòmiques.
El 2007, la seva segona pel·lícula, "The First Breath of Spring" (立春), el va protagonitzar la seva dona, l'actriu Jiang Wenli (蒋雯丽), que va guanyar el premi a la millor actriu al festival del cinema de Roma el 2007 per la seva interpretació.
L'escriptor Yan Lianke va tractar el tema de la relació entre la donació de sang i la sida a la Xina durant els anys 90, en la seva novel·la "Dream of Ding Village" i Gu la va adaptar al cinema amb guió de Yan Laoshi i Yang Weiwei, protagonitzada per Zhang Ziyi i Aaron Kwok. La pel·lícula amb el títol "Love for Live" va ser censurada, eliminant 50 minuts del metratge original.
Després el 2014, Gu va optar per una comèdia "Love on a Cloud" (微 爱 之 渐入佳境), produïda pels germans Huayi, amb Angelababy i Michael Chen.
El 2017, va escriure el guió i va dirigir la pel·lícula de comèdia romàntica "It's so nice to meet you", protagonitzada per Bai Ke i Lan Yingying,